# Ehrendegen des Reichsführers-SS
De SS-Ehrendegen, of SS-Degen (officieel Ehrendegen Reichsführer-SS), was een recht zwaard of sabel dat voornamelijk gebruikt werd ter opsiering van het SS-uniform. Het zwaard werd van 1935 tot 1945 in nazi-Duitsland gebruikt door de Schutzstaffel (SS).
De SS-Ehrendegen was ontworpen door SS-Oberführer professor Karl Diebitsch. Heinrich Himmler beschouwde Diebitsch als deskundige op het gebied van kunst en vormgeving binnen de SS. De SS-Ehrendegen werd geïntroduceerd in 1935. De degens werden oorspronkelijk geproduceerd door de firma Peter Dan. Krebs in Solingen. Latere degens werden vervaardigd door Paul Müller in Dachau en door Puma van Solingen.

## Omschrijving

### Officierspatroon
De degen had een lange dunne rechte kling. Hij werd in verschillende lengtes geproduceerd, zodat hij geschikt was voor elke gebruiker. De degen was voorzien van een gevest in de vorm van een "D" en van een zwart geribbelde houten greep, omwonden met zilveren draad en voorzien van een ingezette schijf met de dubbele bliksemstraal runen van de SS.
De schede was in zwart emaillak geverfd en had een decoratief verzilverde bovenkant en voet. De degen werd gedragen met een gevlochten aluminium knoop die verfraaid was met zwarte SS-runen op de schede.

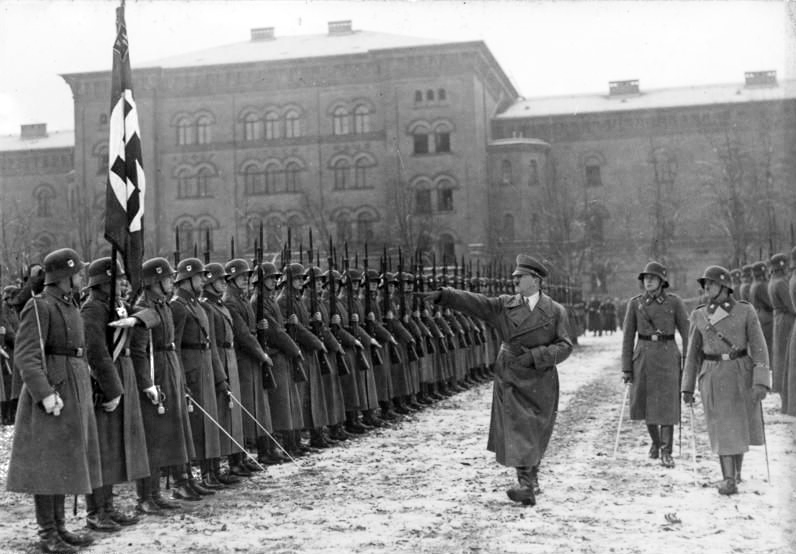
Adolf Hitler neemt de parade af voor de barakken van de Leibstandarte SS Adolf Hitler, Sepp Dietrich loopt rechts van Hitler, december 1935.

## Uitreiking
Officieel werden de officiersdegens uitgereikt samen met een handgeschreven en een getekend certificaat van Heinrich Himmler. De geselecteerde officieren van de SS-Verfügungstruppe en de SS-Totenkopfverbände kregen de degen als erkenning voor hun speciale verdienste. Hij werd ook uitgereikt aan die officieren die afgestudeerd waren aan de SS-Junkerschule in Bad Tölz en Braunschweig.

### Onderofficiers patroon
De onderofficiersversie had een simpeler holster in een onversierde vorm. De handgreep van de onderofficiersversie was ook niet met een zilveren draad omwikkeld en de SS-runen waren verplaatst van de handgreep naar de degenknop.

## Gebruiksdoeleinden

### SS-officieren
De officieren gebruikten de degen als een wapen bij het gala-uniform en voor ceremoniële doeleinden zoals de beëdiging van nieuwe SS-rekruten.

### SS-onderofficieren
SS-onderofficieren, in het bijzonder hogere onderofficieren, gebruikte de degen als een ceremonieel wapen.